# کوه پردیدو
کوه پردیدو (به اسپانیایی: Monte Perdido) یک کوه در اسپانیا است که در آراگون واقع شده‌است. کوه پردیدو ۳٬۳۵۵ متر بالاتر از سطح دریا واقع شده‌است.